# 司隶 (夏国)
司隸是五胡十六国中夏国的京师地区。
夏国昌武元年（418年），在统万城（治所在今陕西省榆林市靖边县北白城子无定河北岸）设置司隶校尉、北地尹，司隶校尉下辖北地尹。赫连勃勃任命弟弟阿利罗引为司隶校尉、征南将军。承光三年（427年），北魏攻克统万城，夏国废除司隶。